# Franz Berger (esesman)
Franz Berger (ur. 16 stycznia 1910 w Monachium, zm. ?) – jeden z funkcjonariuszy SS pełniących służbę w hitlerowskich obozach koncentracyjnych i SS-Sturmbannführer.
Członek NSDAP (nr legitymacji partyjnej 1722400) i SS od 1 sierpnia 1933 roku (nr identyfikacyjny 93920). Służbę w obozach koncentracyjnych rozpoczął w Lichtenburgu w 1934 roku i przebywał tam do 1937. W latach 1938–1939 Berger należał do załogi Oranienburga. Następnie przeniesiono go do służby frontowej w Dywizji SS-Totenkopf (otrzymał Żelazny Krzyż II klasy za męstwo). W listopadzie 1944 roku skierowano go do obozu we Flossenbürgu, gdzie pełnił funkcję zastępcy komendanta, kierownika parku motorowego i dowódcy batalionu wartowniczego. Berger dowodził również jedną z kolumn więźniów podczas marszu śmierci z tego obozu.
Po zakończeniu wojny Berger zasiadł na ławie oskarżonych w pierwszym procesie załogi Flossenbürga przed amerykańskim Trybunałem w Dachau. Świadkowie opisywali go jako jednego z najbardziej ludzkich strażników SS. Podczas ewakuacji obozu zabronił strzelania do więźniów i ich maltretowania (część esesmanów nie zastosowała się do tego rozkazu). Berger skazany został ostatecznie na karę trzech i pół roku pozbawienia wolności.